# Rijsttafel

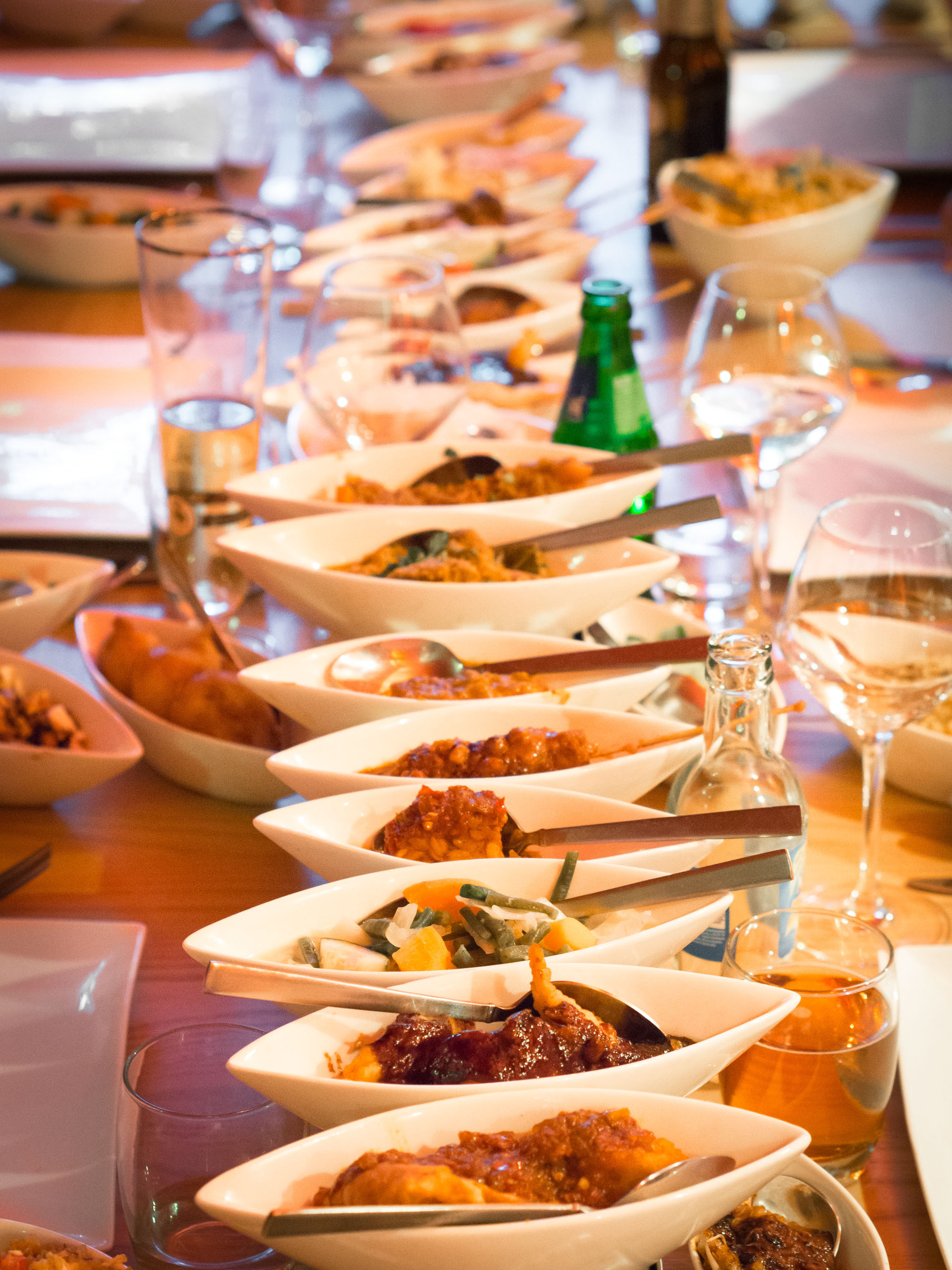
Grote rijsttafel

Een rijsttafel (ook wel Indische rijsttafel genoemd) is een feestelijke dinervorm, afkomstig uit Nederlands-Indië waarbij verschillende gerechten uit de indonesische en Indische keuken opeenvolgend of tegelijkertijd worden geserveerd. Deze gerechten zijn afkomstig uit de verschillende regio's van Indonesië met rijst als basis. De gerechten zijn wel aangepast aan de Europese smaak. Bij de rijsttafel wordt vaak bier of wijn geserveerd.
Deze vorm van dineren en soms lunchen is ontstaan tijdens de koloniale periode, waarschijnlijk eind 19e eeuw. Veel gebruikte gerechten zijn nasi, rendang, gadogado, saté (kip of varken) en sambal. Daarbij kan kroepoek, atjar en seroendeng geserveerd worden om het te completeren. Bij de combinatie van gerechten wordt gezocht naar evenwicht. Tegenover een zoet gerecht plaatst men een zuur gerecht, tegenover een vet gerecht een niet-vet gerecht. De rijsttafel is na de Indonesische onafhankelijkheid overgewaaid naar Nederland. De Indische rijsttafel behoort samen met de Indische keuken sinds 15 november 2022 tot de Inventaris Immaterieel Cultureel Erfgoed Nederland en vormt de 200ste bijschrijving.

## Geschiedenis
Hoe de rijsttafel is ontstaan is niet helemaal duidelijk. Mogelijk is het een Indische variant van het Europese banket of een Europese interpretatie van de Indonesische selamatan (feestmaaltijd), of een combinatie van de twee. De nasi padang van de Minangkabau op Sumatra kan ook als voorbeeld hebben gediend. Deze in Indonesië populaire rijstschotel wordt op een vergelijkbare wijze omringd door een aantal bijgerechten. De Nederlanders ontwikkelden de rijsttafel tot een meer geformaliseerde presentatie met een vaste volgorde van serveren.
Uit gastvrijheid en om in aanzien te stijgen lieten Europeanen in de koloniale tijd zo veel mogelijk gerechten tegelijk op tafel serveren, dit werd op den duur min of meer gestandaardiseerd en resulteerde in een geheel, dat in de 19e eeuw rijsttafel ging heten. Het werd een kostbaar gebruik; er moesten genoeg bedienden en koks betaald worden om alle gerechten te bereiden. Beroemd waren de zondagse lunches in het Hotel des Indes in Batavia en het Hotel Savoy Homann in Bandung. Dit waren rijsttafels waar tot wel zestig verschillende gerechten werden geserveerd. In het Hotel des Indes werden minstens 24 bedienden ingezet om alles op te dienen.
De Chinese invloed is ontstaan door het uitwaaieren van grote aantallen Chinezen naar de Indonesische archipel. Rond het jaar 1700 kwamen veel Chinezen werken op de plantages. De Chinezen zijn een opvallend element in de Indonesische bevolking. Ze maken hier inmiddels al eeuwen deel van uit. Het is dan ook niet vreemd dat de Indonesische keuken beïnvloed is door de Chinese keuken.

### Indische rijsttafel in Nederland
De rijsttafel kreeg in Nederland al voor 1940 enige bekendheid door Nederlanders die na hun pensionering weer naar hun vaderland terugkeerden. Na de Indonesische onafhankelijkheid werd het gerecht pas echt bekend en populair in Nederland door de grote groep Indische Nederlanders die uit het onafhankelijke Indonesië vertrokken. De Indische rijsttafel is een samensmelting van de Indonesische en Chinees-Indische keuken met de Nederlandse keuken. Doordat Indische Nederlanders in Nederland niet alle authentieke ingrediënten hadden om net na de Tweede Wereldoorlog Indische gerechten te maken vroegen ze Chinezen in de jaren zestig om de gerechten voor ze te maken. Op die manier hanteerden Chinees-Indische restaurants tevens het begrip rijsttafel. De rijsttafel die bij deze restaurants geserveerd wordt is daarom niet authentiek Indisch.
Nasi rames wordt wel gezien als een mini-rijsttafel met rijst en verschillende bijgerechten geserveerd op hetzelfde bord.

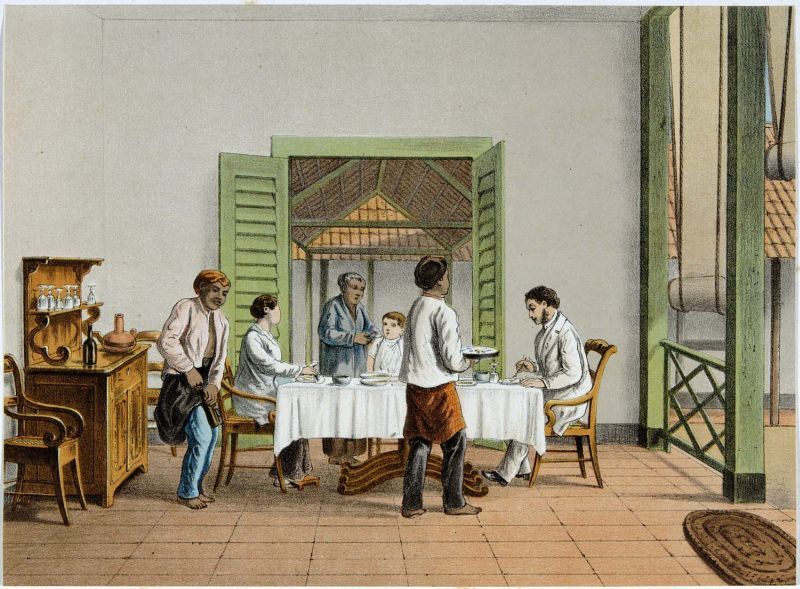
De rijsttafel (1883-1889)
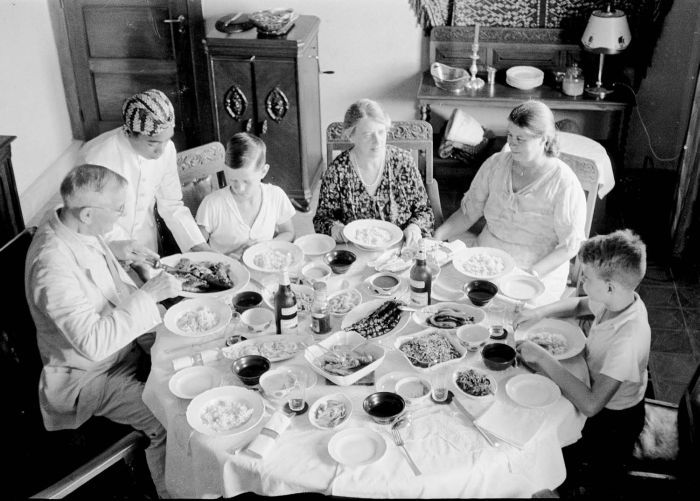
Nederlandse familie aan de rijsttafel in Bandoeng
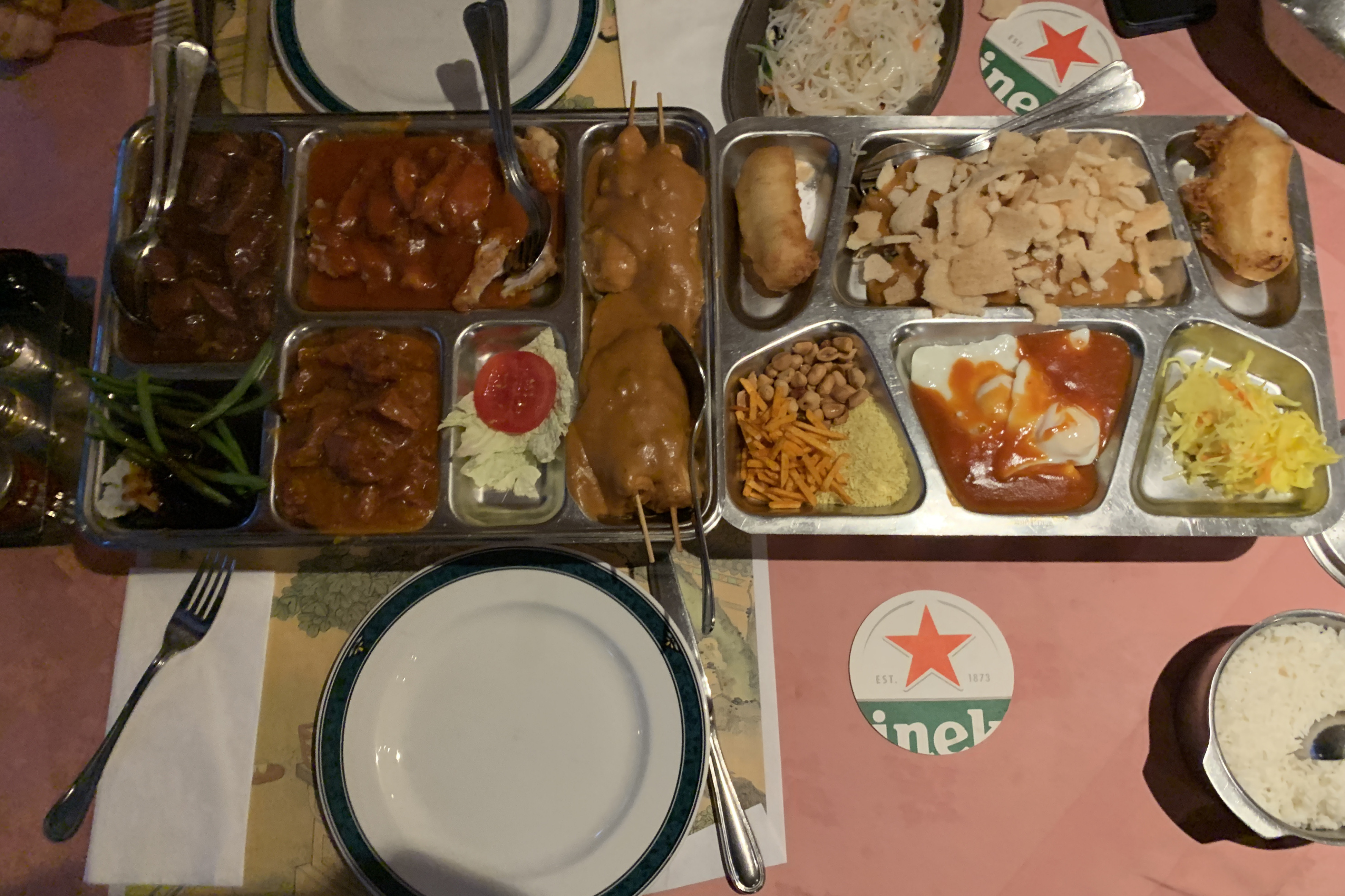
Een rijsttafel in een Chinees-Indisch restaurant